# Mileniul al V-lea î.Hr.
(Mileniul al VI-lea î.Hr. - Mileniul al V-lea î.Hr. - Mileniul al IV-lea î.Hr. - alte secole și milenii)
Al cincilea mileniu î.e.n. a durat din anul 5000 î.e.n. până în anul 4001 î.e.n.

## Evenimente
- S-a dezvoltat Cultura Gumelnița

## Secole
| Secolul XLI î.Hr. | Secolul al XLII-lea î.Hr. | Secolul al XLIII-lea î.Hr. | Secolul al XLIV-lea î.Hr. | Secolul al XLV-lea î.Hr. | Secolul al XLVI-lea î.Hr. | Secolul al XLVII-lea î.Hr. | Secolul al XLVIII-lea î.Hr. | Secolul al XLIX-lea î.Hr. | Secolul al L-lea î.Hr. |